# Kasper Dolberg
Kasper Dolberg Rasmussen (Silkeborg, 6 de outubro de 1997) é um futebolista dinamarquês que atua como atacante. Atualmente joga no Anderlecht.

## Estatísticas
Atualizado até 12 de setembro de 2020.

### Clubes
| Equipe            | Temporada         | Campeonato nacional | Campeonato nacional | Copa nacional | Copa nacional | Competições continentais | Competições continentais | Total | Total |
| Equipe            | Temporada         | Jogos               | Gols                | Jogos         | Gols          | Jogos                    | Gols                     | Jogos | Gols  |
| ----------------- | ----------------- | ------------------- | ------------------- | ------------- | ------------- | ------------------------ | ------------------------ | ----- | ----- |
| Silkeborg IF      | 2014–15           | 3                   | 0                   | –             | –             | –                        | –                        | 3     | 0     |
| Silkeborg IF      | Total             | 3                   | 0                   | –             | –             | –                        | –                        | 3     | 0     |
| Ajax              | 2016–17           | 29                  | 16                  | 2             | 0             | 17                       | 7                        | 48    | 23    |
| Ajax              | 2017–18           | 23                  | 6                   | 3             | 3             | 4                        | 0                        | 30    | 9     |
| Ajax              | 2018–19           | 25                  | 11                  | 4             | 1             | 9                        | 0                        | 38    | 12    |
| Ajax              | 2019–20           | 1                   | 0                   | 1             | 1             | 1                        | 0                        | 3     | 1     |
| Ajax              | Total             | 78                  | 33                  | 10            | 5             | 31                       | 7                        | 119   | 45    |
| Nice              | 2019–20           | 23                  | 11                  | 2             | 0             | 0                        | 0                        | 25    | 11    |
| Nice              | 2020–21           | 3                   | 2                   | 0             | 0             | 0                        | 0                        | 3     | 2     |
| Nice              | Total             | 26                  | 13                  | 2             | 0             | 0                        | 0                        | 28    | 13    |
| Total na carreira | Total na carreira | 107                 | 46                  | 12            | 5             | 31                       | 7                        | 150   | 58    |

## Títulos
Ajax
- Copa dos Países Baixos: 2018–19
- Campeonato Holandês: 2018–19
- Supercopa dos Países Baixos: 2019

### Prêmios individuais
- Revelação do Futebol Neerlandês do Ano: 2016–17
- 57º melhor jogador sub-21 de 2016 (FourFourTwo)[2]